# Mides
Mides är en bergsoas i norra Afrika på gränsen mellan Tunisien och Algeriet.
Stora delar av oasen utgörs av en 3 km lång kanjon. Av oasens by finns endast ruiner kvar. Karavaner gör vanligen paus vid byns palmgrupper. Söder om oasen ligger sjön Tamerza som ofta besöks under samma resa.
I oasen skedde filminspelningar för Jakten på den försvunna skatten, Den engelske patienten och andra filmer.